# Tétradécane
Le tétradécane est un alcane linéaire de formule brute C14H30. Il possède 1858 isomères structuraux.